# Pool-in-Wharfedale
Pool-in-Wharfedale lub Pool – wieś w Anglii, w hrabstwie ceremonialnym West Yorkshire, w dystrykcie metropolitalnym Leeds. Leży 13 km na północny zachód od centrum miasta Leeds i 285 km na północ od Londynu. W 2001 miejscowość liczyła 1785 mieszkańców.